# Wieża kontroli lotów

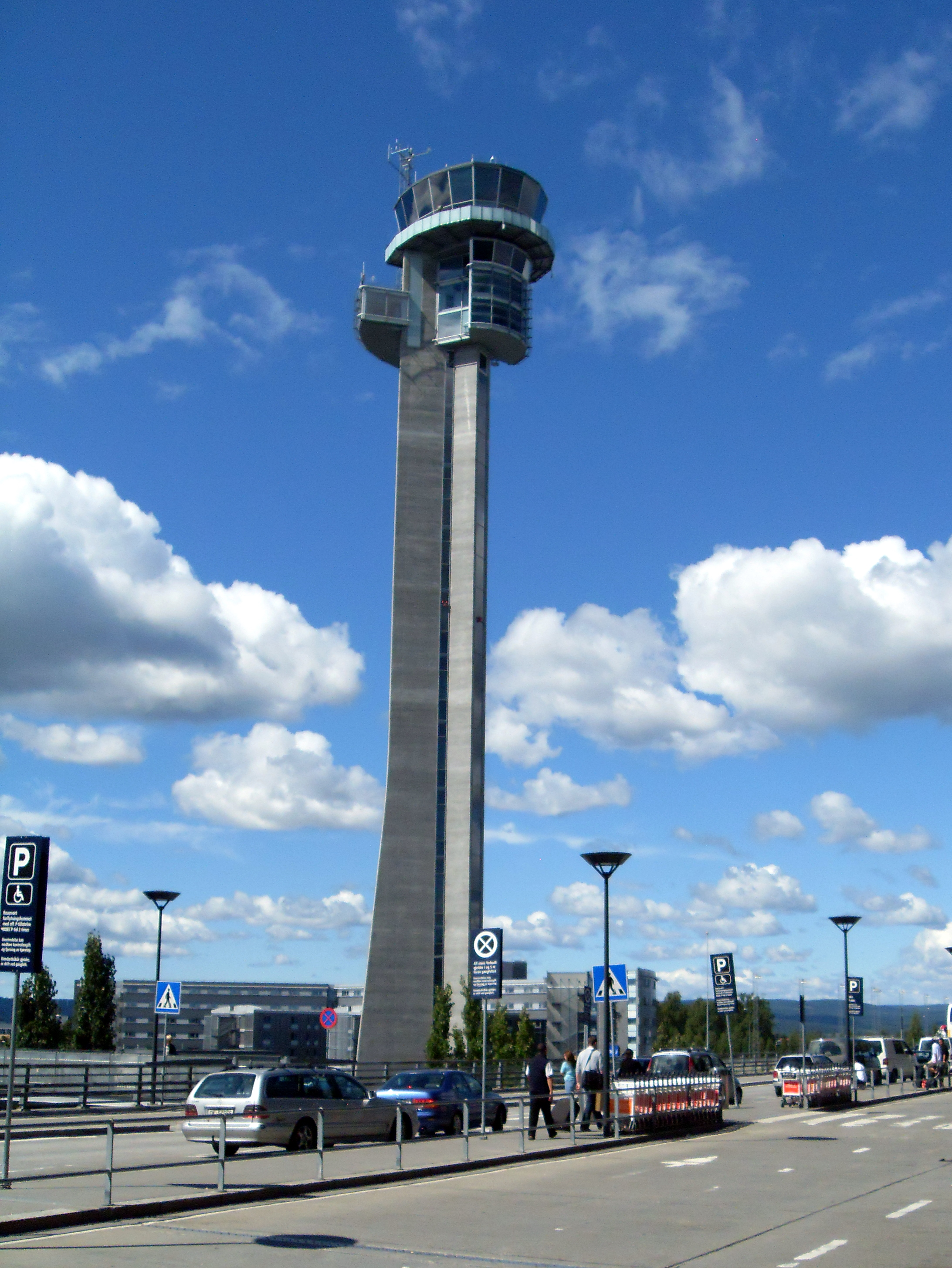
Wieże kontroli lotów na lotnisku Gardermoen w Oslo

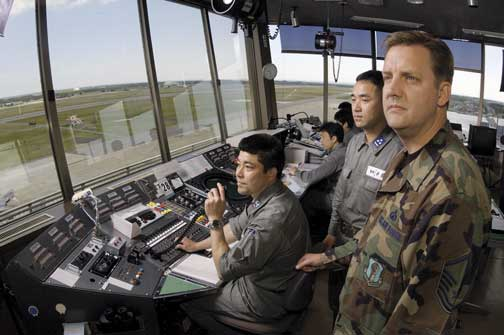
Wnętrze wieży kontroli lotów bazy lotnictwa Misawa Air Base w Japonii

Wieża kontroli ruchu lotniczego – integralna część lotniska.
Jest to specjalny wysoki oszklony budynek (zazwyczaj oszklony na okrągło co zapewnia dobrą widoczność całego lotniska i podejść), lub wywyższony oszklony fragment budynku (na mniejszych lotniskach), z którego odbywa się kontrola ruchu lotniczego na polu manewrowym lotniska (na powierzchni lotniska) i w otaczającym lotnisko obszarze.
Małe lotniska mogą mieć tylko jednego kontrolera ruchu lotniczego i ich wieże nie są czynne 24 godziny na dobę. Większe lotniska natomiast mają kilku kontrolerów jak i obsługę techniczną i pomocniczą, a ich wieże są czynne 24 godziny na dobę, 365 dni w roku.
Na wieżach kontroli ruchu lotniczego na większych lotniskach wyodrębnić można następujące stanowiska kontrolerskie:
- Kontroler DELIVERY – zajmujący się wydawaniem zezwoleń na lot statkowi powietrznemu;
- Kontroler GROUND – zajmujący się ruchem statków powietrznych i pojazdów na drogach kołowania i płytach postojowych (przed startem i po lądowaniu);
- Kontroler TOWER – zajmujący się ruchem statków powietrznych na drodze startowej oraz tuż po starcie i tuż przed lądowaniem.

Na małych i średnich lotniskach występuje często łączenie wszystkich stanowisk (jedno stanowisko kontrolerskie) oraz dodatkowo wystąpić może przejęcie przez kontrolera wieży zakresu kontroli zbliżania.